# Pereskia grandifolia
Pereskia grandifolia is ondanks het bezit van normale bladeren een echte cactus, zoals blijkt uit de haarkussentjes met doornen en de bloemopbouw. Het is een tot 5 m hoge struik of soms een tot 7 m hoge boom met een tot 10 cm dikke stam.
De haarkussentjes zitten in de bladoksels en bevatten één tot acht 1-3 cm lange, rechte stekels. De bladeren zijn afwisselend geplaatst, elliptisch, kort toegespitst, leerachtig en 4-20 × 2-7 cm groot.
De bloemen zitten aan vertakte loten met kleinere bladeren. Ze zijn 4-7 cm in diameter en bestaan uit vele bloemdekbladen, de buitenste zijn groen en kelkachtig. De kroonbladeren zijn roze of soms rood. De bloem heeft in het midden talrijke gele meeldraden die een centrale stijl met meerdere witte stempels omringen. De vruchten zijn peervormige, gele, 5-6 cm grote bessen met op het oppervlak enkele verdikte bloemdekbladen.
De soort komt oorspronkelijk uit Brazilië en wordt regelmatig in tuinen op plaatsen met zachte winters aangeplant of bij een gematigd klimaat in een kas.

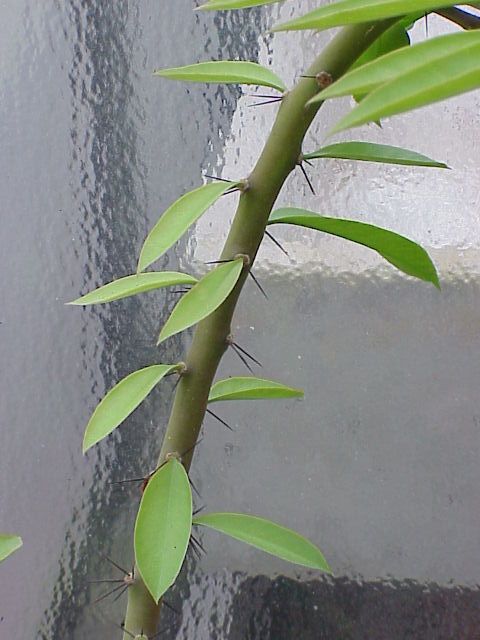
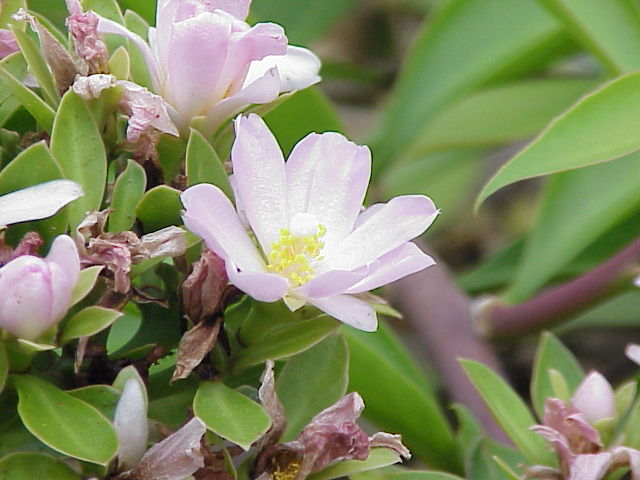
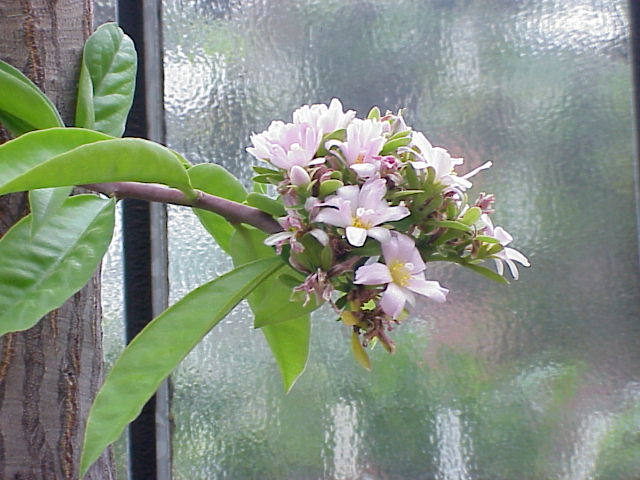